# Buddy Bolden
Charles "Buddy" Bolden (Nova Orleans, Louisiana, 6 de Setembro de 1877 - 4 de Novembro de 1931) foi um cornetista Afro-americano considerado como uma importante figura no desenvolvimento do estilo de ragtime tocado em Nova Orleans, estilo no qual se tornaria o jazz.